# Tribseer Straße 8 (Stralsund)

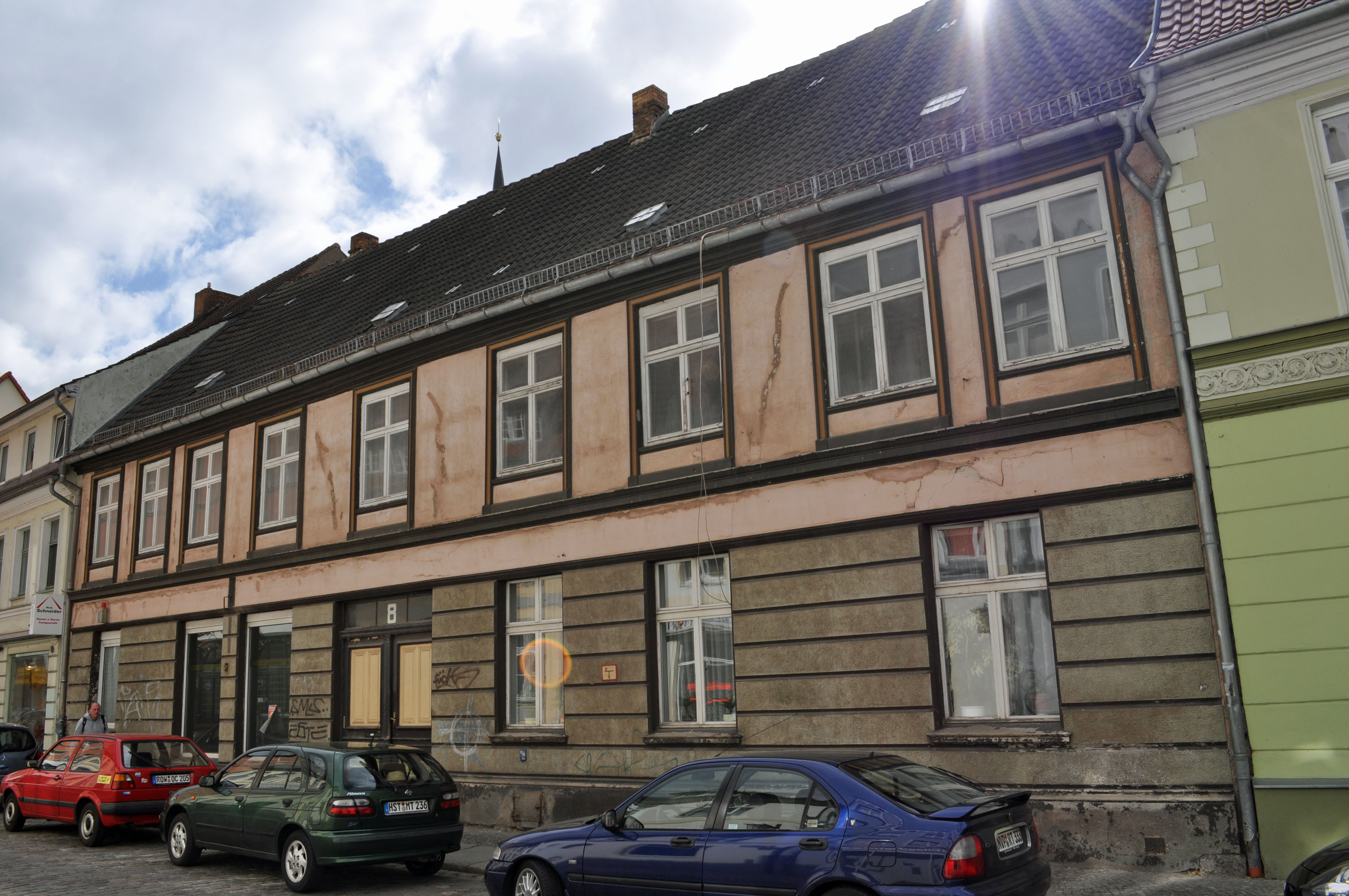
Das Haus Tribseer Straße 8 in Stralsund (2012)

Das Gebäude mit der postalischen Adresse Tribseer Straße 8 ist ein denkmalgeschütztes Bauwerk in der Tribseer Straße in Stralsund.
Das breite, zweigeschossige, verputzte Traufenhaus wurde im dritten Viertel des 18. Jahrhunderts errichtet.
Im Jahr 1893 wurde die Fassade neu gestaltet und erhielt dabei Putzrustika im Erdgeschoss und ein kräftiges Gesims, das das Erdgeschoss optisch vom neunachsigen Obergeschoss trennt.
Das Haus liegt im Kerngebiet des von der UNESCO als Weltkulturerbe anerkannten Stadtgebietes des Kulturgutes „Historische Altstädte Stralsund und Wismar“. In die Liste der Baudenkmale in Stralsund ist es mit der Nummer 747 eingetragen.
Seit Anfang des Jahres 2015 finden umfangreiche Sanierungsarbeiten an dem Haus statt.